# Manfred Pohl (Japanologe)
Manfred Pohl (* 13. Juni 1943 in Hamburg; † 30. März 2015 ebenda) war ein deutscher Japanologe. Er forschte in den Bereichen Politik und Wirtschaft Japans.

## Biographie
Pohl studierte Japanologie, Politikwissenschaft, Sinologie und Geschichte an der Universität Hamburg. Nach seiner Promotion mit einer Arbeit über die Bauernpolitik der Kommunistischen Partei Japans 1973 war er bis 1975 als Assistent am Seminar für Sprache und Kultur Japans der Universität Hamburg tätig. Von 1975 bis 1994 war Pohl als wissenschaftlicher Referent mit den Arbeitsschwerpunkten Politik und Wirtschaft Japans am Institut für Asienkunde (heute: GIGA German Institute of Global and Area Studies) tätig, wo er als Länderreferent an den Institutszeitschriften „Südostasien aktuell“, „Japan aktuell“ und dem „Japan Jahrbuch“ beteiligt war. Seit 1993 war er zudem Leiter der Japan-Abteilung.
Von 1994 bis zu seiner Emeritierung im Jahr 2008 war Manfred Pohl ordentlicher Professor mit Themenschwerpunkten für Staat, Politik und Gesellschaft Japans am Asien-Afrika-Institut der Universität Hamburg.
2011 wurde ihm der japanische mittlere Orden der Aufgehenden Sonne am Band verliehen.

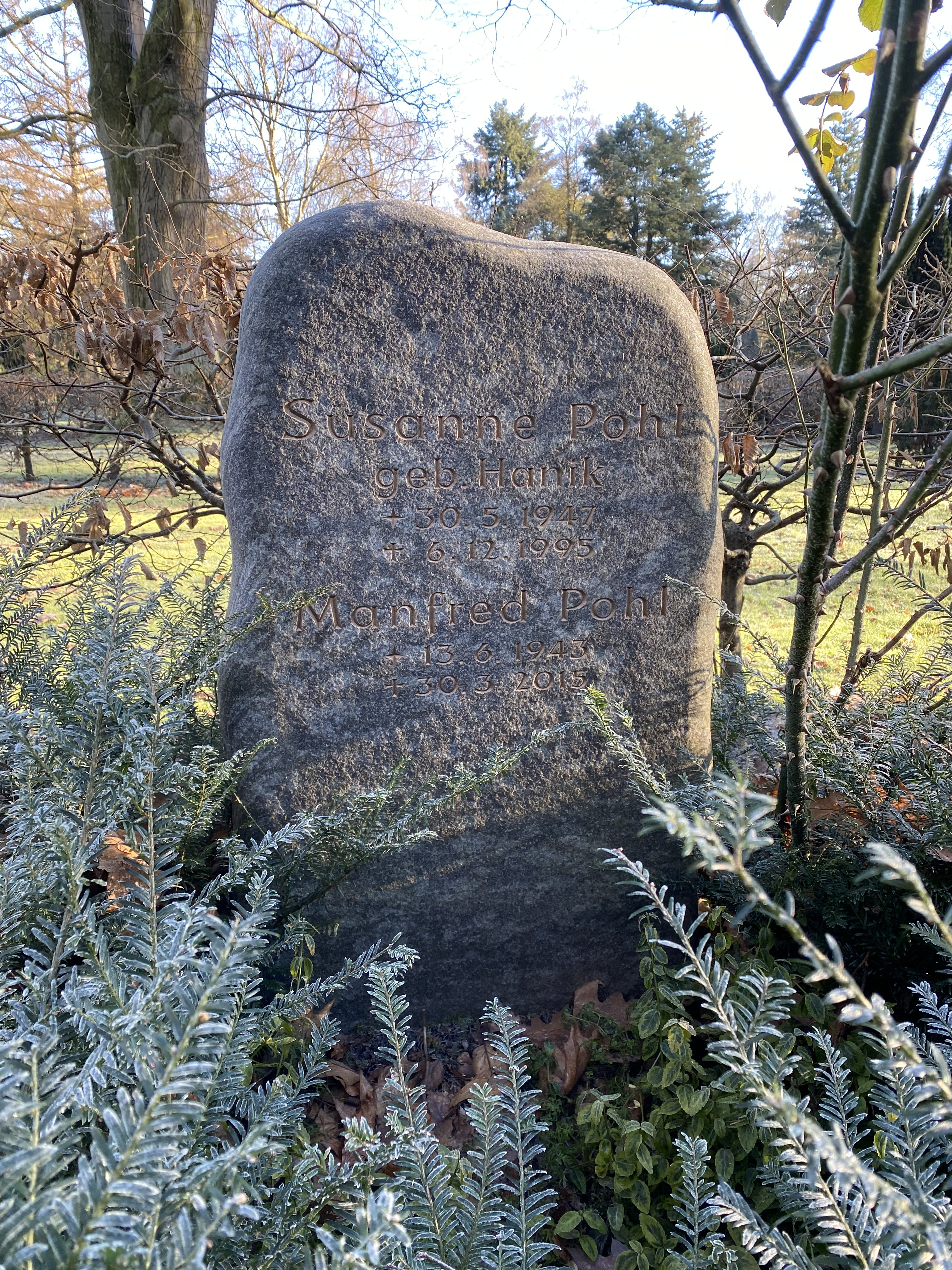
Grabstätte auf dem Friedhof Ohlsdorf

Manfred Pohl verstarb im Alter von 71 Jahren und wurde auf dem Friedhof Ohlsdorf seiner Geburtsstadt beigesetzt. Die Grabstätte liegt nordöstlich von Kapelle 10 im Planquadrat Bi 52.